# 서바이벌 게임 (1994년 영화)
《서바이벌 게임》(영어: Surviving the Game)은 미국에서 제작된 어니스트 디커슨 감독의 1994년 액션 모험 범죄 영화이다. 아이스티, 륏허르 하우어르 등이 출연하였고, 데이비드 퍼멋 등이 제작에 참여하였다.

## 출연진
- 아이스티
- 륏허르 하우어르
- 찰스 S. 더턴
- 게리 뷰시
- F. 머리 에이브러햄
- 존 C. 맥긴리
- 윌리엄 맥너마라
- 제프 코리

## 기타 제작진
- 공동 제작: 프레드 커루소
- 미술: 크리스천 왜거너
- 의상: 루스 E. 카터